# Bolsa de Comercio de Buenos Aires
La Bolsa de Comercio de Buenos Aires (BCBA), fundada el 10 de julio de 1854, es la mayor bolsa de valores y principal centro de negocios y finanzas de la República Argentina. En ella transaccionan acciones de importantes multinacionales extranjeras y nacionales, bonos, divisas y contratos de futuros. 
Se trata de una asociación civil sin fines de lucro, dirigida por representantes de los diferentes sectores del empresariado, regulada por la Ley N.º 17.811, y supervisada por la Comisión Nacional de Valores. Cuenta con un Tribunal de Arbitraje General, creado en 1963, para arbitrar y mediar diferencias entre los participantes del mercado. 
Indicadores de su desempeño son: el Índice Merval, el Índice General de la Bolsa, MAR, INDOL e INDOL mayorista.
Las empresas que desean cotizar sus acciones en la Bolsa de Comercio de Buenos Aires deben informar trimestralmente sus estados contables y aportar toda información relevante. En 1999 cotizaban en la Bolsa de Buenos Aires 134 empresas.
De acuerdo a un estudio de la Corporación Financiera Internacional de 1999, un brazo del Banco Mundial, el valor promedio de las empresas que cotizan en la bolsa local es de 311,5 millones de dólares, cifra que ubica a la Argentina en el puesto 30 entre los países que tienen mercados accionarios.
La Bolsa de Comercio de Buenos Aires puede suspender la cotización de valores cuando considere que ello resulta necesario para controlar o prevenir alteraciones anormales en los precios.
Otras bolsas de valores en la Argentina son: Bolsa de Comercio de Rosario y la Bolsa de Comercio de Córdoba.
La Bolsa de Comercio forma parte del Grupo de los Ocho que agrupa a las ocho organizaciones patronales de mayor poder: Sociedad Rural Argentina, Unión Industrial Argentina, Cámara Argentina de Comercio, Cámara de la Construcción, la Bolsa de Comercio, la Asociación de Bancos Privados de Capital Argentino (ADEBA) y la Asociación de Bancos de la Argentina (ABA).

## Edificios

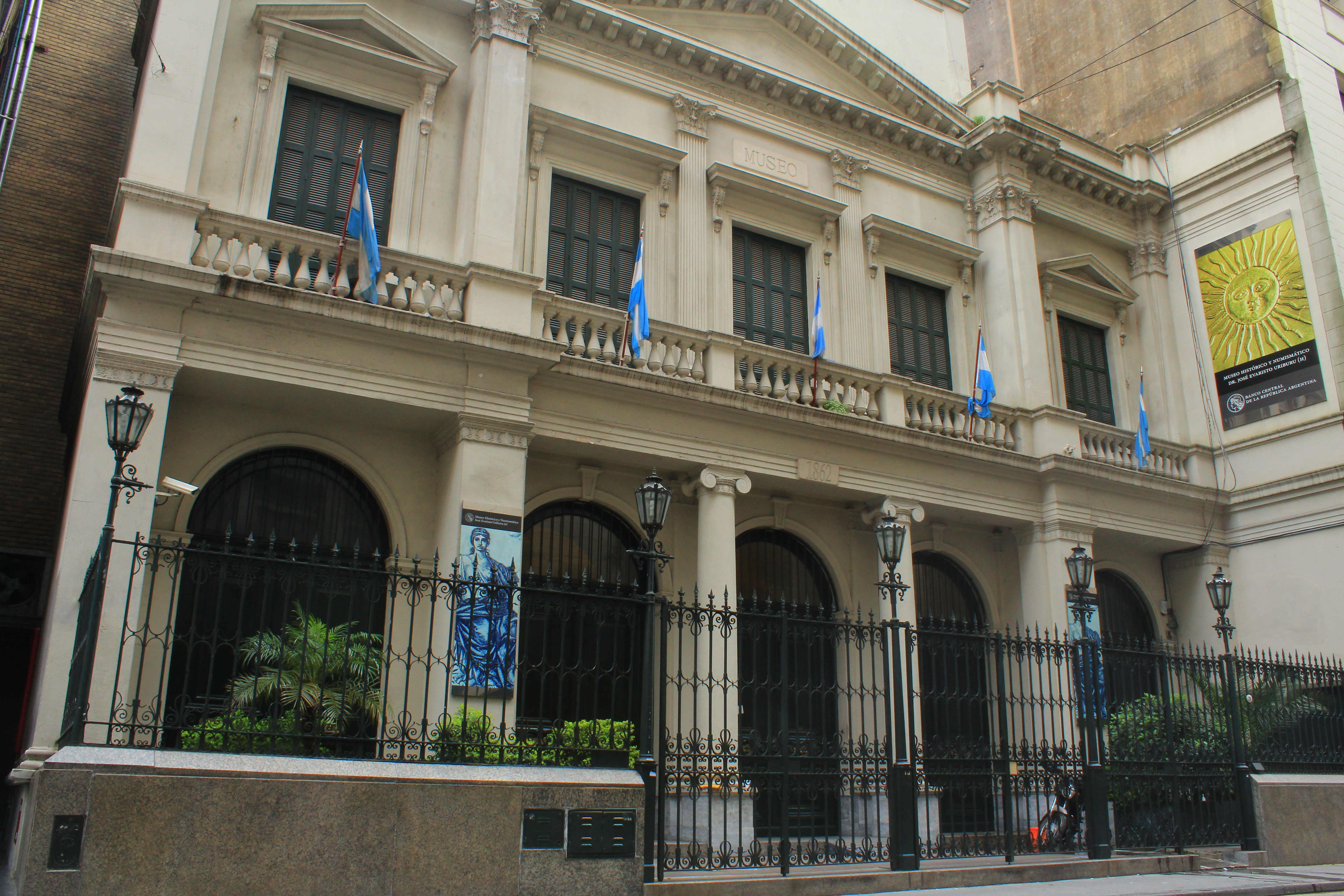
Primer edificio de la BCBA, en la calle San Martín. Hoy Museo Histórico y Numismático.

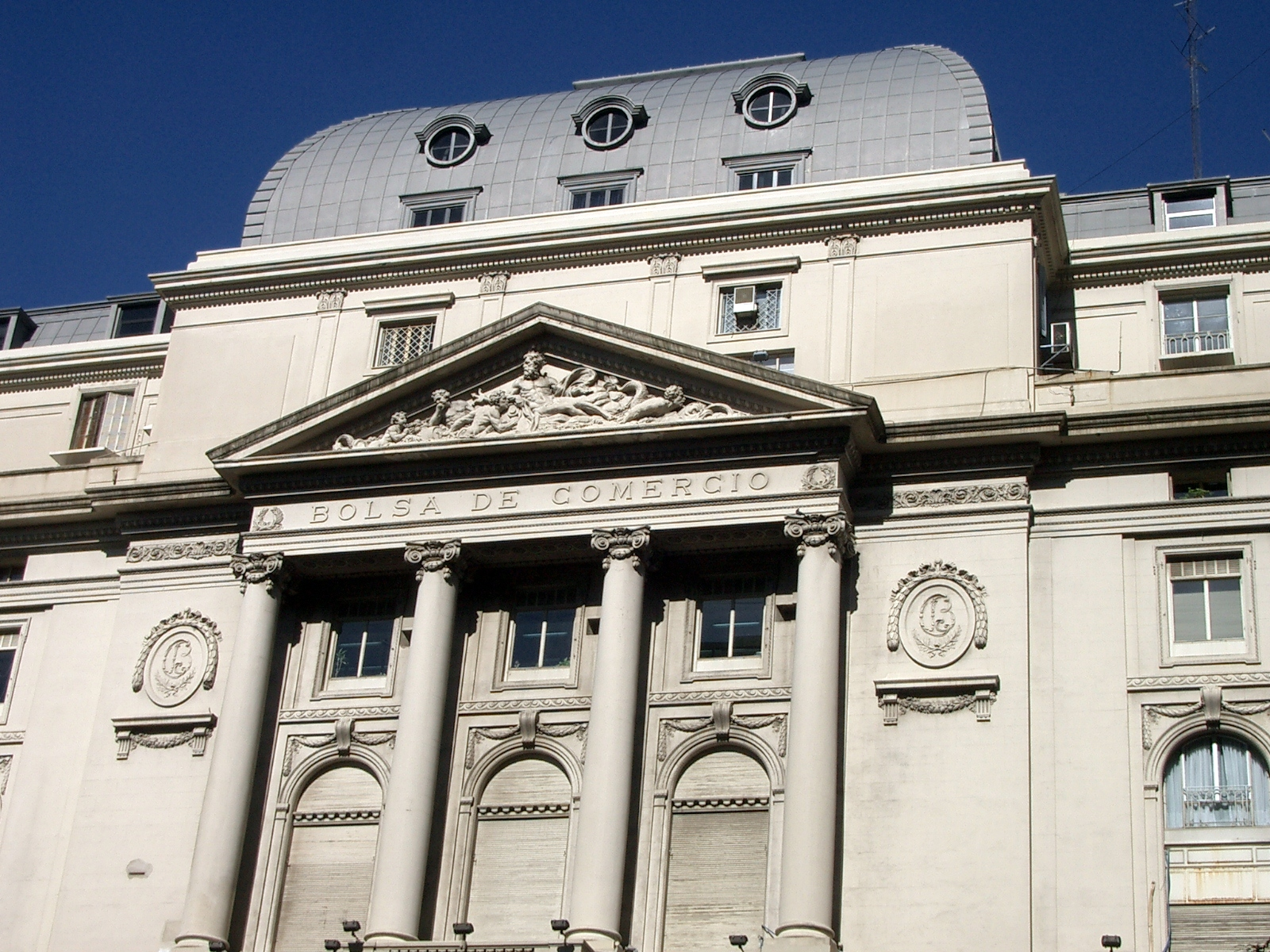
Fachada del edificio de la Avenida L.N. Alem.

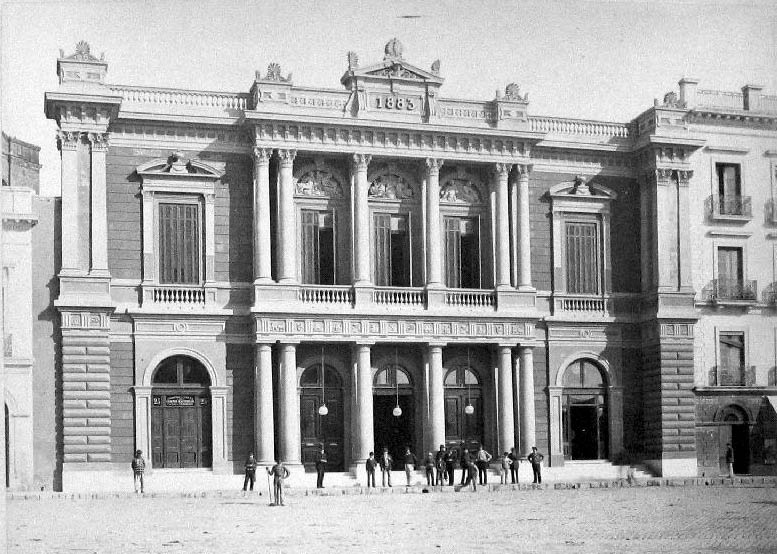
Edificio anterior en Plaza de Mayo.

En sus primeros tiempos, la Bolsa de Comercio de Buenos Aires funcionó en una casa que había pertenecido a la familia de José de San Martín, en la calle San Martín n.° 118. Su primer edificio fue inaugurado por el general Bartolomé Mitre el 28 de enero de 1862, en la calle contigua en San Martín n.° 216. Hoy propiedad del Banco Central de la República Argentina, donde funciona actualmente el Museo Histórico y Numismático "Héctor Carlos Janson".
En 1885 se inauguró un segundo edificio más amplio frente a la Casa Rosada, en la esquina de las calles Rivadavia y 25 de Mayo, proyectado por el arquitecto Juan Antonio Buschiazzo y el ingeniero José Maraini. Este fue demolido en la década de 1940 para construir el actual edificio del Banco de la Nación Argentina, proyectado por Alejandro Bustillo.
En 1913, el arquitecto Alejandro Christophersen proyectó el nuevo edificio de la Bolsa de Comercio en estilo Luis XVI (Beaux-Arts), con fachadas revestidas en símil piedra París. Se inauguró en 1916 y sumó 9.000 m² para oficinas de renta, y espacios para locales comerciales en la recova de la Avenida Leandro N. Alem. El arquitecto Jorge Liernur marca que el edificio de Christophersen es una muestra del conflicto que aparecía a comienzos del siglo XX entre las normas de la arquitectura académica y las nuevas exigencias que tenía la vida moderna. Según Liernur, el arquitecto eligió “aplastar” la superficie de oficinas, y proveerlas de patios de luz “insignificantes” con tal de no ceder al tipo de edificios en altura que comenzaba a difundirse cada vez más en el mundo.
Con el fin de ampliar los espacios de la Bolsa, en 1971 se eligió el proyecto del estudio del arquitecto Mario Roberto Álvarez y Asociados para el edificio anexo. El resultado fue una torre disruptiva cuya altura supera en mucho a la del edificio histórico. Su gran impacto en el entorno arquitectónico también se ve reforzado por el estilo elegido. Se terminó en 1977, posee una fachada con muro cortina vidriado y una superficie de 20.928 m²: tres subsuelos, planta baja, entrepiso y dieciocho pisos altos de oficinas; con entradas por Av. Leandro N. Alem n.° 356 y 25 de Mayo n.° 367. Esta última es una plaza seca techada, y está decorada por una gran medalla dorada.

## Presidentes
| N.º | Nombre                    | Periodo            |
| --- | ------------------------- | ------------------ |
| 1   | Felipe Llavallol          | 1854 - 1855        |
| 2   | Amancio Alcorta           | 1855 - 1857        |
| 3   | Thomas Armstrong          | 1857 - 1858        |
| 4   | Daniel Gilford            | 1858 - 1859        |
| 5   | Constant Santa María      | 1859 - 1860        |
| 6   | Antonio Terrero           | 1860 - 1861        |
| 7   | Juan Anchorena            | 1861 - 1862        |
| 8   | Constant Santa María      | 1862 - 1863        |
| 9   | Eduardo Zimmerman         | 1863               |
| 10  | Jorge Drabble             | 1863 - 1864        |
| 11  | Clement Desamand          | 1864 - 1865        |
| 12  | Bernardo Iturraspe        | 1865               |
| 13  | Daniel Mackinlay          | 1865 - 1866        |
| 14  | Mariano Casares           | 1866 - 1867        |
| 15  | Antonino Cambaceres       | 1867 - 1868        |
| 16  | Nicolás Schiaffino        | 1868 - 1869        |
| 17  | Ricardo O'Shee            | 1869 - 1870        |
| 18  | Constant Santa María      | 1870 - 1871        |
| 19  | Apolinario Benítez        | 1871 - 1872        |
| 20  | Santiago Alcorta          | 1872               |
| 21  | Antonino Cambaceres       | 1872 - 1873        |
| 22  | Carlos M. Huergo          | 1873 - 1874        |
| 23  | Eduardo Madero            | 1874               |
| 24  | Juan Lanús                | 1874               |
| 25  | Federico Cibils           | 1874 - 1875        |
| 26  | Mariano Casares           | 1875               |
| 27  | Federico Cibils           | 1875 - 1876        |
| 28  | Ricardo O'Shee            | 1876 - 1878        |
| 29  | Sebastián Casares         | 1878 - 1879        |
| 30  | Juan B. Marini            | 1879               |
| 31  | Emilio Fernández          | 1879 - 1881        |
| 32  | Francisco Pommez          | 1881 - 1882        |
| 33  | Emilio Fernández          | 1882 - 1883        |
| 34  | Francisco Pommez          | 1883 - 1884        |
| 35  | León Gallardo             | 1884               |
| 36  | Francisco Pommez          | 1884 - 1885        |
| 37  | Eduardo B. Legarreta      | 1885 - 1886        |
| 38  | Nicanor Fernández         | 1886               |
| 39  | J. B. Maccio              | 1886               |
| 40  | Eduardo B. Legarreta      | 1886 - 1891        |
| 41  | Francisco Uriburu         | 1891 - 1893        |
| 42  | Carlos T. Becú            | 1893 - 1895        |
| 43  | Ricardo Lavalle           | 1895 - 1897        |
| 44  | Carlos M. Huergo          | 1897 - 1899        |
| 45  | Julio L. Gándara          | 1899 - 1900        |
| 46  | Carlos Rodríguez Larreta  | 1900 - 1901        |
| 47  | Carlos M. Huergo          | 1901 - 1902        |
| 48  | Juan Bautista Mignaquy    | 1902 - 1903        |
| 49  | Luis E. Zuberbühler       | 1903 - 1904        |
| 50  | Carlos T. Becú            | 1904 - 1906        |
| 51  | Luis E. Zuberbühler       | 1906 - 1907        |
| 52  | Manuel Correa Morales     | 1907 - 1910        |
| 53  | Antonio M. Delfino        | 1910 - 1913        |
| 54  | Luis E. Zuberbühler       | 1913 - 1918        |
| 55  | Pedro Christophersen      | 1918 - 1919        |
| 56  | Juan Chapar               | 1919               |
| 57  | Julio Peña                | 1919 - 1920        |
| 58  | Miles A. Pasman           | 1920               |
| 59  | Guillermo Padilla         | 1920 - 1932        |
| 60  | Ernesto Aguirre           | 1932 - 1937        |
| 61  | Antonio M. Delfino        | 1937 - 1939        |
| 62  | Ernesto Aguirre           | 1939 - 1944        |
| 63  | Eustaquio Méndez Delfino  | 1944 - 1946        |
| 64  | José P. Hernández         | 1946 - 1949        |
| 65  | Enrique E. Lütjohann      | 1949 - 1950        |
| 66  | José P. Hernández         | 1950 - 1952        |
| 67  | Enrique E. Lütjohann      | 1952 - 1954        |
| 68  | Ignacio Balbiani          | 1954 - 1955        |
| 69  | Carlos B. Antonini        | 1955               |
| 70  | Julián E. Mackintosh      | 1955 - 1956        |
| 71  | Eustaquio Méndez Delfino  | 1956 - 1960        |
| 72  | Juan Bautista Peña        | 1960 - 1965        |
| 73  | Luis M. Baudizzone        | 1965 - 1968        |
| 74  | Federico Alejandro Peña   | 1968 - 1972        |
| 75  | Sebastián Pérez Tornquist | 1972 - 1977        |
| 76  | Alberto Guido Servente    | 1977 - 1979        |
| 77  | José Martorell Canals     | 1979 - 1980        |
| 78  | Julio Juan Bardi          | 1980 - 1983        |
| 79  | José Murúa                | 1983 - 1984        |
| 80  | José Roberto Cantón       | 1984 - 1987        |
| 81  | Juan Bautista Peña        | 1987 - 1992        |
| 82  | Carlos E. Dietl           | 1992 - 1993        |
| 83  | Jorge E. Berardi          | 1993 - 1994        |
| 84  | Julio A. Macchi           | 1994 - 1998        |
| 85  | Eugenio de Bary           | 1998 - 1999        |
| 86  | Juan Bautista Peña        | 1999 - 2002        |
| 87  | Julio Werthein            | 2002 - 2005        |
| 88  | Adelmo Gabbi              | 2005 - 2006        |
| 89  | Horacio Fargosi           | 2006 - 2007        |
| 90  | Adelmo Gabbi              | 2007 - 2013        |
| 91  | Horacio Fargosi           | 2013 - 2014        |
| 92  | Héctor Orlando            | 2014               |
| 93  | Adelmo Gabbi              | 2014 - 2020        |
| 94  | Guillermo Carracedo       | 2020 - 2021        |
| 95  | Adelmo Gabbi              | 2021 - en el cargo |